# Szepáhán FC

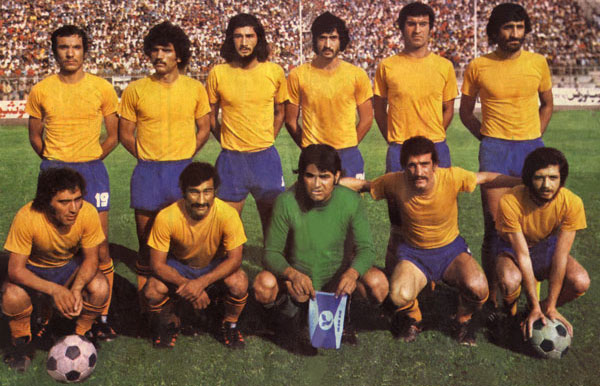
Sepahan FC – 1975

A Fulád-e Mobáreke Szepáhán FC, röviden Szepáhán FC, iráni labdarúgócsapat. A Szepáhán jelentése „Katonák”, a Fulád-e Mobárake („Mobárakei Acél”) névelem pedig a 2000 óta futballklubot birtokló mobárakei acélműre utal. Székhelye Iszfahán. A klub 1953-ban alakult. Az első iráni klub, amelyik 2007-ben bejutott az AFC-bajnokok ligája döntőjébe, mióta ezen a néven rendezik meg és abban az évben kapott szerepet a 2007-es FIFA-klubvilágbajnokság-ban.

## Sikerlista
- Persian Gulf Pro League bajnoka – 5 alkalommal
  - 2002–03, 2009–10, 2010–11, 2011–12, 2014–15
- Persian Gulf Pro League második helyezett – 1 alkalommal
  - 2007–08
- Iráni kupagyőzelem – 4 alkalommal
  - 2003–04, 2005–06, 2006–07, 2012–13
- AFC-bajnokok ligája második helyezett - 1 alkalommal
- 2007

## Korábbi játékosok
- Senijad Ibričić (2016)
- Server Jeparov (2017)
- Koman Vladimir (2018–2020)

## Volt edzők
- Stanko Poklepović (2001–2002) és (2005)
- Zlatko Kranjčar (2011–2014) és (2017–2018)